# Alájar

Flagge Alájars

Alájar ist eine Gemeinde in der spanischen Provinz Huelva, die etwa 110 Kilometer von der Provinzhauptstadt Huelva entfernt liegt.

## Bevölkerungsentwicklung
Quelle: INE-Archiv – grafische Aufarbeitung für Wikipedia

## Tourismus

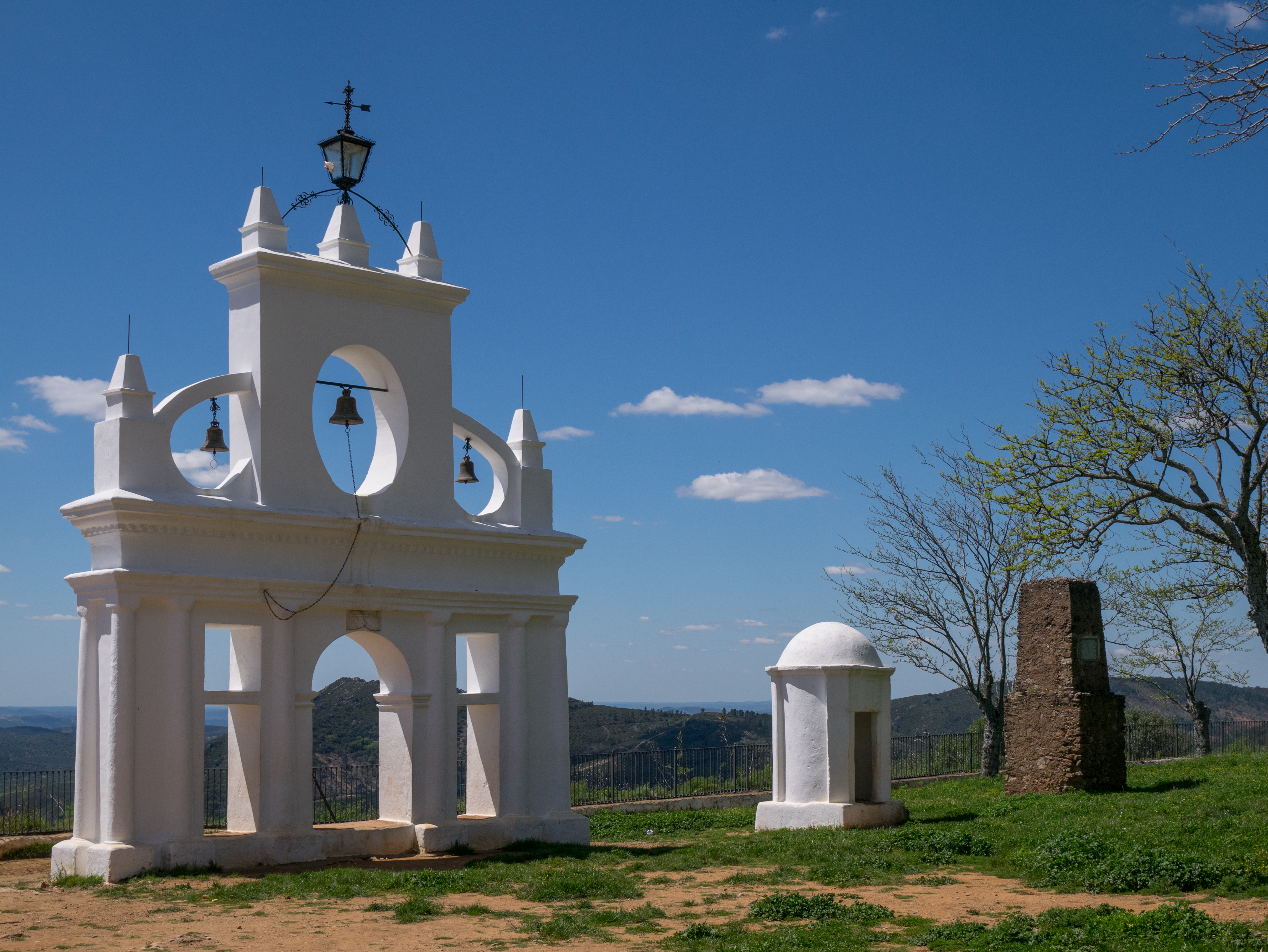
Glockengiebel der Kapelle Reina de los Ángeles

Von touristischer Bedeutung ist La Peña de Los Ángeles, eine Kultstätte, zu der es jedes Jahr Anfang Mai eine Wallfahrt gibt. Hoch über dem Dorf auf einem Felsen gelegen, hat man einen schönen Ausblick über das Tal. Früher war dieser Blick zur Verteidigung des Gebiets von militärischer Bedeutung, wovon noch heute die kleinen Wachhäuschen zeugen.
Aufgrund der Beschaffenheit des Untergrunds aus Sandstein, gibt es zahlreiche unterirdischen Höhlen. Eine kleinere Grotte (nicht begehbar) trifft direkt unterhalb der Kirche von La Peña ans Tageslicht.
- Kirche San Marcos
- Kapelle San Bartolome
- Kapelle La Reina de los Angeles (Die Königin der Engel)
- Natur-Denkmal "Peña Arias Montano"

## Sonstiges
- Die Einheimischen sprechen von ihrem Dorf häufig von "el culebra" (Die Natter), da sich die ursprüngliche Bebauung wie eine Natter durch das Tal schlängelte. Durch Anbauten aus neuerer Zeit ist dies nicht mehr zu erkennen.